# Tico-tico no Fubá (filme)
Tico-tico no Fubá é um filme brasileiro de 1952, dos gêneros drama musical e biográfico, dirigido pelo cineasta italiano Adolfo Celi. Produzido pela Companhia Cinematográfica Vera Cruz, com filmagens realizadas em seus estúdios em São Bernardo do Campo, o filme é uma biografia romanceada do compositor paulista Zequinha de Abreu. O roteiro, de Jacques Maret, com argumento de Guilherme de Almeida e Lima Barreto, adapta livremente a vida do músico, famoso mundialmente pelo choro "Tico-Tico no Fubá".
O filme alerta no início que grande parte dos personagens e situações são fictícios, tomando liberdades poéticas significativas em relação à biografia de Zequinha de Abreu. Por exemplo, a personagem Branca (interpretada por Tônia Carrero), descrita no filme como uma artista de circo que inspira uma valsa de Zequinha, era, na vida real, Durvalina Brasil, filha do chefe da estação de Santa Rita do Passa Quatro, para quem Zequinha compôs a valsa "Branca" por volta de 1907-1910. No filme, o encontro entre Zequinha e Branca ocorre em 1912.
Considerado uma das grandes produções da Vera Cruz, Tico-Tico no Fubá obteve reconhecimento nacional e internacional, sendo indicado ao Grande Prêmio do Festival de Cannes em 1952 e recebendo diversos Prêmios Saci.

## Enredo
Na cidade de Santa Rita do Passa Quatro, no início do século XX, Zequinha de Abreu (Anselmo Duarte) é o filho do farmacêutico local e trabalha como coletor de impostos para a prefeitura. Contudo, sua verdadeira paixão é a música, e suas composições já são apreciadas pelos moradores. Sua vida pacata e seu noivado com Durvalina (Marisa Prado), uma moça da sociedade local, sofrem uma reviravolta com a chegada de um circo à cidade.
Incumbido de cobrar as taxas do circo, Zequinha conhece o proprietário (Ziembinski) e a bela amazona Branca (Tônia Carrero). Durante a estreia circense, Branca utiliza uma valsa composta por Zequinha em seu número com o cavalo Sultão. A apresentação é interrompida por uma tempestade, mas Zequinha participa da festa de comemoração dos artistas. É nesse ambiente festivo que, inspirado pelo som ritmado de um monjolo que observara a caminho do circo, ele compõe de improviso ao piano a melodia que se tornaria sua obra mais famosa: "Tico-tico no Fubá".
A crescente atração de Zequinha por Branca não passa despercebida, provocando ciúmes em sua noiva Durvalina e o descontentamento dos conservadores habitantes da cidade, que veem com maus olhos o envolvimento do rapaz com uma artista circense. Zequinha então se vê dividido entre o amor por Branca, sua lealdade a Durvalina e sua vocação musical, que o impele para um futuro incerto, mas promissor.

## Produção
Tico-Tico no Fubá foi um projeto ambicioso da Companhia Cinematográfica Vera Cruz, que visava produzir filmes com alto padrão técnico e apelo popular, capazes de competir no mercado internacional. A escolha de uma cinebiografia musical sobre Zequinha de Abreu, um compositor de renome, inseria-se nessa estratégia.
A direção foi confiada a Adolfo Celi, ator e diretor italiano que se tornou uma figura chave na Vera Cruz, responsável também pela formação de atores e pela direção de outros filmes importantes do estúdio. Celi trouxe uma estética apurada e uma direção de atores que valorizava a dramaticidade e o espetáculo visual.
As filmagens ocorreram principalmente nos estúdios da Vera Cruz em São Bernardo do Campo, onde foram construídos cenários elaborados para recriar a atmosfera de uma cidade do interior paulista no início do século XX e o ambiente circense. A produção de um musical de época representou um desafio técnico e financeiro considerável para o estúdio. O filme contou com um grande elenco de apoio, incluindo figuras conhecidas como o palhaço Piolin, que interpretou a si mesmo, e o futuro cineasta Lima Barreto em um papel de ator.

## Elenco Principal
| Ator/Atriz                | Personagem                 |
| ------------------------- | -------------------------- |
| Anselmo Duarte            | Zequinha de Abreu          |
| Tônia Carrero             | Branca                     |
| Marisa Prado              | Durvalina                  |
| Marina Freire             | Amália                     |
| Ziembinski                | Dono do Circo              |
| Modesto de Souza          | Luís                       |
| Piolin                    | Palhaço Piolim             |
| Xandó Batista             | Vendedor de Rádio          |
| Horácio Camargo           |                            |
| Ayres Campos              | Fazendeiro                 |
| Lima Barreto              | Inácio                     |
| Tito Lívio                |                            |
| Renato Consorte           | Barbeiro                   |
| Laerte Morrone            | Rapaz no coreto            |
| Adolfo Celi               | Cássio (Condutor da banda) |
| Nieta Junqueira           | Dona da pensão             |
| Antônio Coelho            |                            |
| Maria Augusta Costa       |                            |
| Danilo Oliveira           |                            |
| José Ricardo de Souza     |                            |
| Francisco de Sá           |                            |
| A.C. Carvalho             | Farmacêutico               |
| Sérgio Faria dos Santos   |                            |
| Antônio Dourado           |                            |
| Ângelo Dreos              |                            |
| Pia Gavassi               |                            |
| George Henri              |                            |
| Isidoro Lopes             |                            |
| Labiby Madi               |                            |
| Leila Parisi              |                            |
| Abílio Pereira de Almeida | Deputado                   |
| Manoel Pinto              |                            |
| Fernando de Barros        | Prefeito                   |

## Música
A trilha sonora é um dos grandes destaques de "Tico-tico no Fubá", centrada nas composições de Zequinha de Abreu. Além da célebre "Tico-Tico no Fubá", o filme apresenta outras obras do compositor, como a valsa "Branca", "Os Pintinhos no Terreiro", "Sururu na Cidade", entre outras.
A direção musical e os arranjos para o filme foram de Radamés Gnattali, um dos mais importantes maestros e arranjadores da música brasileira, que adaptou as composições de Zequinha para a linguagem cinematográfica, criando uma trilha sonora vibrante e nostálgica. A música não apenas acompanha a narrativa, mas é um elemento fundamental da história, expressando os sentimentos dos personagens e a efervescência cultural da época.

## Lançamento e Recepção
Tico-tico no Fubá estreou em 21 de abril de 1952 e foi um sucesso de público e crítica no Brasil. A qualidade técnica da produção, as atuações do elenco estelar e a popularidade da música de Zequinha de Abreu contribuíram para a calorosa recepção.
Internacionalmente, o filme foi selecionado para competir no Festival de Cannes de 1952, um feito significativo para o cinema brasileiro da época, aumentando a visibilidade da produção da Vera Cruz no exterior. Embora não tenha vencido o prêmio principal, a indicação por si só representou um reconhecimento da qualidade do filme.

## Prêmios e Indicações
O filme recebeu importantes reconhecimentos no Brasil e no exterior:
- Festival de Cannes de 1952 (França):
  - Indicado ao Grande Prêmio do Festival (antecessor da Palme d'Or).[7]

- Prêmio Saci de 1952 (Brasil):[8][9]
  - Melhor Filme
  - Melhor Diretor (Adolfo Celi)
  - Melhor Ator (Anselmo Duarte)
  - Melhor Atriz (Tônia Carrero)
  - Melhor Cenografia (João Tort)
  - Menção Especial para Piolin

## Temas e Análise
Tico-Tico no Fubá explora diversos temas, entre eles:
- A Biografia Romanceada: O filme utiliza a figura histórica de Zequinha de Abreu como ponto de partida para uma narrativa ficcional que exalta o gênio musical e a paixão. A tensão entre fato e ficção é um elemento central.
- A Música Brasileira como Patrimônio: Ao celebrar a obra de Zequinha de Abreu, o filme valoriza o choro e outros ritmos populares brasileiros, apresentando-os a um público mais amplo.
- O Artista e a Sociedade: A trajetória de Zequinha, seu amor por uma artista de circo e o conflito com os valores conservadores da pequena cidade refletem os desafios enfrentados por artistas que buscam romper com convenções.
- O Universo Circense: O circo é retratado como um espaço de liberdade, magia e transgressão, contrastando com a rigidez da sociedade local.
- Amor e Vocação: O dilema de Zequinha entre seus afetos e sua dedicação à música é um motor da narrativa dramática.

O filme é marcado por uma estética que buscava aliar o apelo popular à qualidade técnica, característica das produções da Vera Cruz em seu auge.

## Legado
Tico-tico no Fubá é considerado um dos filmes mais emblemáticos da Companhia Cinematográfica Vera Cruz e um marco do cinema musical biográfico no Brasil. Seu sucesso ajudou a consolidar a imagem da Vera Cruz como um estúdio capaz de realizar produções de grande porte e contribuiu para a popularização ainda maior da música de Zequinha de Abreu.
O filme faz parte de um momento importante da história do cinema brasileiro, no qual se buscava criar uma indústria cinematográfica nacional com padrões internacionais. Continua sendo uma referência pela sua qualidade de produção, pelas atuações memoráveis e pela sua trilha sonora icônica. É frequentemente revisitado em mostras e retrospectivas do cinema brasileiro.

## Curiosidades
- O título do filme é uma referência direta à música mais famosa de Zequinha de Abreu, que se tornou um sucesso internacional em diversas versões.
- Adolfo Celi, o diretor, também faz uma pequena participação como ator no filme, interpretando o maestro Cássio, condutor da banda.
- A participação do palhaço Piolin (Abelardo Pinto) interpretando a si mesmo foi um grande atrativo, homenageando uma figura querida do universo circense brasileiro.
- Lima Barreto, que se consagraria como diretor de O Cangaceiro no ano seguinte (1953), também pela Vera Cruz, atua no filme no papel de Inácio.